# (25399) Vonnegut
(25399) Vonnegut ist ein Asteroid des mittleren Hauptgürtels, der am 11. November 1999 vom US-amerikanischen Amateurastronomen Charles W. Juels am Observatorium in Fountain Hills, Arizona (IAU-Code 678) entdeckt wurde.
Die Umlaufbahn des Asteroiden um die Sonne ist mit mehr als 22° stark gegenüber der Ekliptik des Sonnensystems geneigt. Die Rotationsperiode von (25399) Vonnegut wurde 2009, 2019 und 2020 von Brian D. Warner sowie 2015 von Adam Waszczak, Chan-Kao Chang, Eran Ofek et al. untersucht. Die Lichtkurven reichten jedoch nicht zu einer Bestimmung aus. Der mittlere Durchmesser des Asteroiden wurde grob mit 6,761 (±0,394) Kilometer berechnet, die Albedo ebenfalls grob mit 0,267 (±0,067).
(25399) Vonnegut wurde am 24. Juli 2002 nach dem US-amerikanischen Schriftsteller Kurt Vonnegut (1922–2007) benannt. Der Asteroid war an Vonneguts 77. Geburtstag entdeckt worden. Seit 2017 ebenfalls nach Vonnegut benannt ist ein Einschlagkrater auf der nördlichen Hemisphäre des Planeten Merkur: Merkurkrater Vonnegut.

## Einzelnachweis
1. ↑  Der Merkurkrater Vonnegut im Gazetteer of Planetary Nomenclature der IAU (WGPSN) / USGS (englisch)